# 王冷然
王冷然（—724年），字仲清，太原人。
出身清寒。開元五年(717年)進士及第，當時未授官職，開元九年又登拔萃科，授將仕郎，守太子校書郎。王冷然自以為大材小用，曾上書當時宰相張說，寫至憤恨處，竟稱“百姓饿欲死，公何不举贤自代，让位请归？”但沒受到重視。後移右威衛兵曹參軍。開元十二年十二月卒於任上。